# 棍棒爱氏海葵
棍棒爱氏海葵（学名：Edwardsia clavata）为爱氏海葵科爱氏海葵属的动物。分布于日本以及中国南海、渤海等海域。